# 3312 Педерсен
3312 Педерсен (3312 Pedersen) — астероїд головного поясу, відкритий 24 вересня 1984 року.
Тіссеранів параметр щодо Юпітера — 3,219.